# Fernanda Melchor
Fernanda Melchor, född 1982 i Veracruz, är en mexikansk journalist och författare. Hon är mest känd för sin roman Temporada de huracanes, som nominerades till International Booker Prize. Sedan 2021 är hon bosatt i Berlin, med sin make, författaren Luis Jorge Boone.

## Författarskap
Fernanda Melchor debuterade 2013 med två verk, Aquí no es Miami ('Detta är inte Miami') och Falsa liebre ('Falsk hare'). Aqui no es Miami är en samling reportage och berättelser om livet i hamnstaden Veracruz, med dess inslag av organiserad brottslighet, droghandel och våld. Falsa liebre är en roman om fyra unga personer i Veracruz, vilkas vardag präglas av deras svåra levnadsvillkor.
Med Temporada de huracanes (Orkansäsong) fick författaren 2017 sitt internationella genombrott. En person kallad "Häxan", och med oklar könsidentitet, hittas mördad i en liten mexikansk by. Hen har bland annat stöttat utsatta kvinnor genom att utföra illegala aborter. Samhället runt omkring är präglat av vidskepelse, missbruk, machokultur och kvinnohat. Ett antal personer passerar genom romanen, alla med tragiska livsöden. Språket är grovt och kryddat av svordomar men samtidigt "flödande och rasande". Romanen har mottagits övervägande positivt, och författaren har belönats med flera priser.
I Paradais möts två tonårspojkar i ett så kallat grindsamhälle, en miljö där förmögna personer lever i skydd av staket, kameror och vakter. Den ene pojken kommer från fattiga och trasiga familjeförhållanden men arbetar inom området, den andre är bosatt där. De både föraktar och dras till varandra, och tillsammans planerar de genomförandet av ett brutalt brott. Även i denna roman är språket uttalat grovt, och det ger uttryck för sexuella och våldpräglade fantasier.
Trots berättelsernas förtrogenhet med livsvillkor, utsatthet och våldsbejakande miljöer är detta inte en återspegling av författarens egna livserfarenheter. Hon är uppvuxen i välbärgad medelklass och har umgåtts med den rika överklassen i privatskolemiljöer. Men machokulturen och den utpräglade mansdominansen i hemlandet präglade då som nu hela samhället.

## Priser och utmärkelser
- 2019 – Orkansäsong, Anna Seghers-Preis
- 2019 – Orkansäsong, Internationaler Literaturpreis – Haus der Kulturen der Welt
- 2020 – Orkansäsong, nominerad till International Booker Prize
- 2022 — Paradais, nominerad till International Booker Prize